# Сержант милиции (фильм)
«Сержант милиции» — советский трёхсерийный художественный телевизионный цветной фильм, поставленный на киностудии «Ленфильм» в 1974 году режиссёром Гербертом Раппапортом. Снят по мотивам одноимённой повести Ивана Лазутина.
По заказу Государственного комитета СССР по телевидению и радиовещанию.
Телевизионная премьера фильма состоялась с 13 по 15 августа 1975 года.

## Сюжет
Молодому сотруднику милиции, сержанту Николаю Захарову (Алексей Минин), одновременно заканчивающему обучение на юридическом факультете университета, поручают расследовать нападение и ограбление, совершённые в отношении Алексея Северцева (Александр Александров), абитуриента, приехавшего из далёкого города поступать в ленинградский вуз. При участии более опытного майора Григорьева (Иван Краско) сержанту удаётся раскрыть преступление и практически в одиночку обезвредить банду во главе с её циничным и жестоким лидером «Князем» (Олег Янковский), за это он получает звание младший лейтенант. Одновременно с детективной линией сюжета раскрываются его романтическая (влюблённость героя) и социальная (ответственность за выбор профессии, чувство долга) составляющие.

## В ролях
- Алексей Минин — сержант милиции (серии 1-3), младший лейтенант милиции (3 серия) Николай Иванович Захаров, студент-заочник, учится на 4-м курсе юридического факультета
- Любовь Соколова — Захарова, мать Николая
- Татьяна Веденеева — Наташа Лубова, студентка филологического факультета
- Александр Александров — Алексей Северцев
- Сергей Межов — Виктор Ленчик, студент филологического факультета
- Иван Краско — майор Григорьев
- Анатолий Столбов — лейтенант Гусеницын
- Никита Ширяев — Толик (Анатолий Сергеевич) Максаков
- Елена Алексеева — Катя Смирнова, подруга Толи Максакова
- Олег Янковский — «Князь»
- Станислав Купецкий — Гена «Серый»
- Михаил Васильев — Юрий Николаевич Гончаров, геолог, покупатель «Волги»
- Валентина Чемберг — Елена Прохоровна, мать Наташи
- Ирина Борисова — Наталка, студентка мединститута
- Борис Тетерин — капитан милиции Григорий Трофимов, следователь
- Светлана Меньшикова — Лёля (Ольга Андреевна Уткина), кассирша из Новосибирска
- Виктор Чекмарёв — Михаил Романович Петухов
- Геннадий Нилов — врач
- Яков Гудкин — официант
- Анатолий Рудаков — Зайченко, милиционер
- Гелий Сысоев — сержант
- Галина Фигловская — Марина Николаевна, диспетчер трамвайного депо
- Любовь Тищенко — Анастасия Михайловна, вагоновожатая
- Нина Казаринова — тётка Петухова
- Людмила Ксенофонтова — Ариадна Ивановна, соседка Петуховых
- Елизавета Уварова — Софья Николаевна Дембенкина, соседка Петуховых
- Павел Первушин — Фрол Петров, сапожник
- Вера Кузнецова — Татьяна Григорьевна Курушина
- Мария Призван-Соколова — Анастасия Тимофеевна, соседка Курушиной
- Вера Будрейко — бабушка с внуком
- Юрий Шепелев — начальник трамвайного депо

## Съёмочная группа
- Сценарист — Феликс Миронер
- Постановщик — Герберт Раппапорт
- Главный оператор — Ростислав Давыдов
- Главный художник — Евгений Гуков
- Композитор — Александр Мнацаканян